# Bulbophyllum formosanum
Bulbophyllum formosanum là một loài phong lan thuộc chi Bulbophyllum.